# 穴水清彦
穴水 清彦（あなみず きよひこ、1912年2月14日 - 1979年9月29日）は、日本の経営者。相模鉄道社長を務めた。父親は京王電気軌道の社長を務めた穴水熊雄。

## 経歴
山梨県出身。1935年に慶應義塾大学経済学部を卒業。
北海道配電監事を経て、1944年6月に東京急行電鉄取締役と相模鉄道常務に就任し、1947年6月に相模鉄道専務、1962年9月に相模鉄道副社長を経て、1965年11月に相模鉄道社長に就任。1976年6月には会長に就任した。
1970年6月に運輸大臣表彰を受け、1968年に紺綬褒章を受章し、1974年に藍綬褒章を受章。
1979年9月29日、腎不全のために死去。67歳没。